# Roberto Costanzo
Roberto Costanzo (ur. 27 listopada 1929 w San Marco dei Cavoti) – włoski polityk, publicysta i działacz rolniczy, poseł do Parlamentu Europejskiego I i II kadencji.

## Życiorys
Syn przedsiębiorcy Michele i Clementiny de Antonellis. Ukończył studia z zakresu socjologii komunikacji, został korespondentem Narodowej Akademii Rolniczej, współpracował też przy tworzeniu „Encyklopedii Rolniczej”. Od dziewiętnastego roku życia działał w organizacjach rolniczych Coldiretti i Confcooperative, doszedł w nich do lokalnych i krajowych funkcji kierowniczych. Był także prezydentem stowarzyszenia agroturystycznego Terranostra i wiceszefem „Stampa agricola”. W 1951 zaangażował się w działalność polityczną w ramach Chrześcijańskiej Demokracji, objął w niej funkcję sekretarza sekcji i prowincji, a także był członkiem władz krajowych. W 1960 po raz pierwszy wybrano go do rady gminy San Marco dei Cavoti, a w 1964 – do rady prowincji Benewent. Od 1970 przez dwie kadencje zasiadł w parlamencie regionu Kampania, w latach 1970–1975 pozostawał asesorem ds. rolnictwa w jej władzach.
W 1979 i 1984 wybierano go posłem do Parlamentu Europejskiego. Przystąpił do Europejskiej Partii Ludowej, od 1985 do 1989 zasiadał w jej prezydium (kierował też delegacją chadeków w PE). Został przewodniczącym Delegacji ds. stosunków z Kanadą (1987–1989), należał też m.in. do Komisji ds. Stosunków Gospodarczych z Zagranicą oraz Komisji ds. Polityki Regionalnej i Planowania Regionalnego. Od 1991 do 2004 kierował izbą przemysłu, rzemiosła, rzemiosła artystycznego i rolnictwa w Benewencie, zaangażował się też w promocję lokalnej inicjatywy „Made in Sannio” (regionie w Kampanii, zamieszkanym dawniej przez Samnitów). Zajął się także działalnością publicystyczną; od lat 70. opublikował kilka książek na tematy polityczne, działał też jako dziennikarski wolny strzelec.

## Życie prywatne
Żonaty z Marią Pedretti.